# کریگ آرمسترانگ (بازیکن فوتبال)
کریگ آرمسترانگ (انگلیسی: Craig Armstrong؛ زادهٔ ۲۳ مهٔ ۱۹۷۵) بازیکن فوتبال اهل بریتانیا است.
از باشگاه‌هایی که در آن بازی کرده‌است می‌توان به باشگاه فوتبال شفیلد ونزدی، باشگاه فوتبال ناتینگهام فارست، باشگاه فوتبال منزفیلد تاون، باشگاه فوتبال هاکنال تاون، باشگاه فوتبال برتون آلبیون، باشگاه فوتبال گیلینگام، باشگاه فوتبال چلتنهام تاون، باشگاه فوتبال بریستول راورز، باشگاه فوتبال کیدرمینستر هاریرس، باشگاه فوتبال گریمزبی تاون، باشگاه فوتبال بوستون یونایتد، باشگاه فوتبال هادرزفیلد تاون، باشگاه فوتبال واتفورد، باشگاه فوتبال فارست گرین راورز، باشگاه فوتبال ایستوود، باشگاه فوتبال برنلی، و باشگاه فوتبال برادفورد سیتی اشاره کرد.